# Ивахнюк, Вилен Алексеевич
Ивахнюк Вилен Алексеевич (1929—2009) — советский и российский строитель и педагог, профессор, член-корреспондент РААСН. Ректор Белгородского технологического института строительных материалов имени И. А. Гришманова (1970—1982, 1992—2000). Заслуженный строитель Российской Федерации (1999). Почётный гражданин города Белгорода (1997).

## Биография
Родился 1 апреля 1929 года в селе Перегоновка, ныне — Кировоградской области
С 1943 года, в период Великой Отечественной войны начал свою трудовую деятельность в должности рабочего Красноярской особой строительно-монтажной части.
С 1948 по 1953 годы обучался в Харьковском инженерно-строительном институте. С 1953 по 1965 годы работал в строительной отрасли в должностях — прораба, главного инженера строительного управления, заместителя главного инженера и главного инженера строительного треста «Белгородрудстрой» и инженером-конструктором в Харьковском Научно-исследовательском институте «Гипросталь».
С 1965 по 1970 годы был назначен руководителем строительного отдела Белгородского проектного института «Центрогипроруда», под руководством и при непосредственном участии В. А. Ивахнюка были построены: Лебединский и Стойленский горно-обогатительные комбинаты, Белгородский университет потребительской кооперации и инженерный корпус Белгородского котлованного завода, с 1969 по 1970 годы был организатором и создателем Белгородского технологического института строительных материалов имени И. А. Гришманова.
С 1970 по 1982 и с 1992 по 2000 годы, на протяжении двадцати лет В. А. Ивахнюк был ректором Белгородского технологического института строительных материалов имени И. А. Гришманова. С 1982 по 1992 годы — профессор кафедры специальных строительных работ Киевского филиала Центрального межведомственного института повышения квалификации. В. А. Ивахнюк был избран: член-корреспондентом Российской академии архитектуры и строительных наук, действительным членом Академия строительства Украины и Российской академии естественных наук
Скончался 16 января 2009 года на 80-м году жизни в городе Белгороде.

## Награды
- Два Ордена Трудового Красного Знамени

### Звание
- Заслуженный строитель Российской Федерации (16.03.1999 — «за заслуги в области строительства и многолетний добросовестный труд»[3])
- Почётный гражданин города Белгорода (8.02.1997 г. № 173 — «за большой вклад в развитие Белгородской технологической Академии строительных материалов, подготовку квалифицированных специалистов и многолетний плодотворный труд по развитию строительного комплекса и стройиндустрии города Белгорода»[4])

### Премия
- Премия Правительства Российской Федерации в области науки и техники (6.04.1998 № 382[5])

## Память
- 31 марта 2014 года на фасаде дома № 43 по Народному бульвару города Белгорода была установлена мемориальная доска Вилену Алексеевичу Ивахнюку[6]